# Краљ Бахреина
Краљ Бахреина је шеф државе у Краљевини Бахреин и вршилац скоро апсолутне власти.
Он је заштитник религије и симбол националног јединства. Своју власт врши непосредно или преко министара. Краљ својим указом именује и разрјешава премијера и остале министре на предлог премијера. Именује све чланове Савјетодавног вијећа. Он предсједава Високим судским савјетом и на његов предлог именује све судије.
Краљ је врховни командант државних оружаних сила. Он даје војне чинове.
Може предлагати уставне амандмане и законе. Без његове потврде и ратификације ниједан закон нити уговор не може ступити на снагу.
Положај је успостављен 2002, када се емир Бахреина Хамад ибн Иса ел Калифа прогласио за краља.